# Datianba Xiang
Datianba Xiang (kinesiska: 大田坝, 大田坝乡) är en socken i Kina. Den ligger i provinsen Yunnan, i den sydvästra delen av landet, omkring 320 kilometer väster om provinshuvudstaden Kunming. Antalet invånare är 20 726. Befolkningen består av 9 921 kvinnor och 10 805 män. Barn under 15 år utgör 20,0 %, vuxna 15-64 år 69 %, och äldre över 65 år 10,0 %.
Genomsnittlig årsnederbörd är 1 055 millimeter. Den regnigaste månaden är juli, med i genomsnitt 277 mm nederbörd, och den torraste är januari, med 7 mm nederbörd.